# Гуркиров
Гуркиров (узб. Gurkirov / Гуркиров) — посёлок городского типа, расположенный на территории Избасканского района Андижанской области Республики Узбекистан.

Статус посёлка городского типа с 2009 года.